# Theory and Construction of a Rational Heat Motor

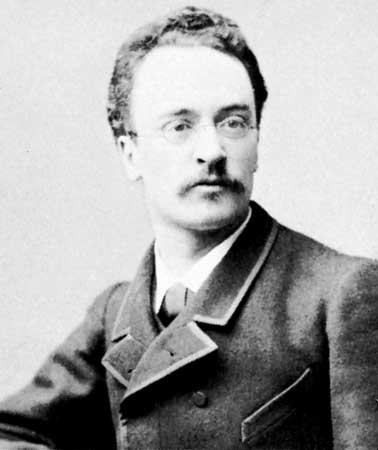
Rudolf Diesel de 25 anos

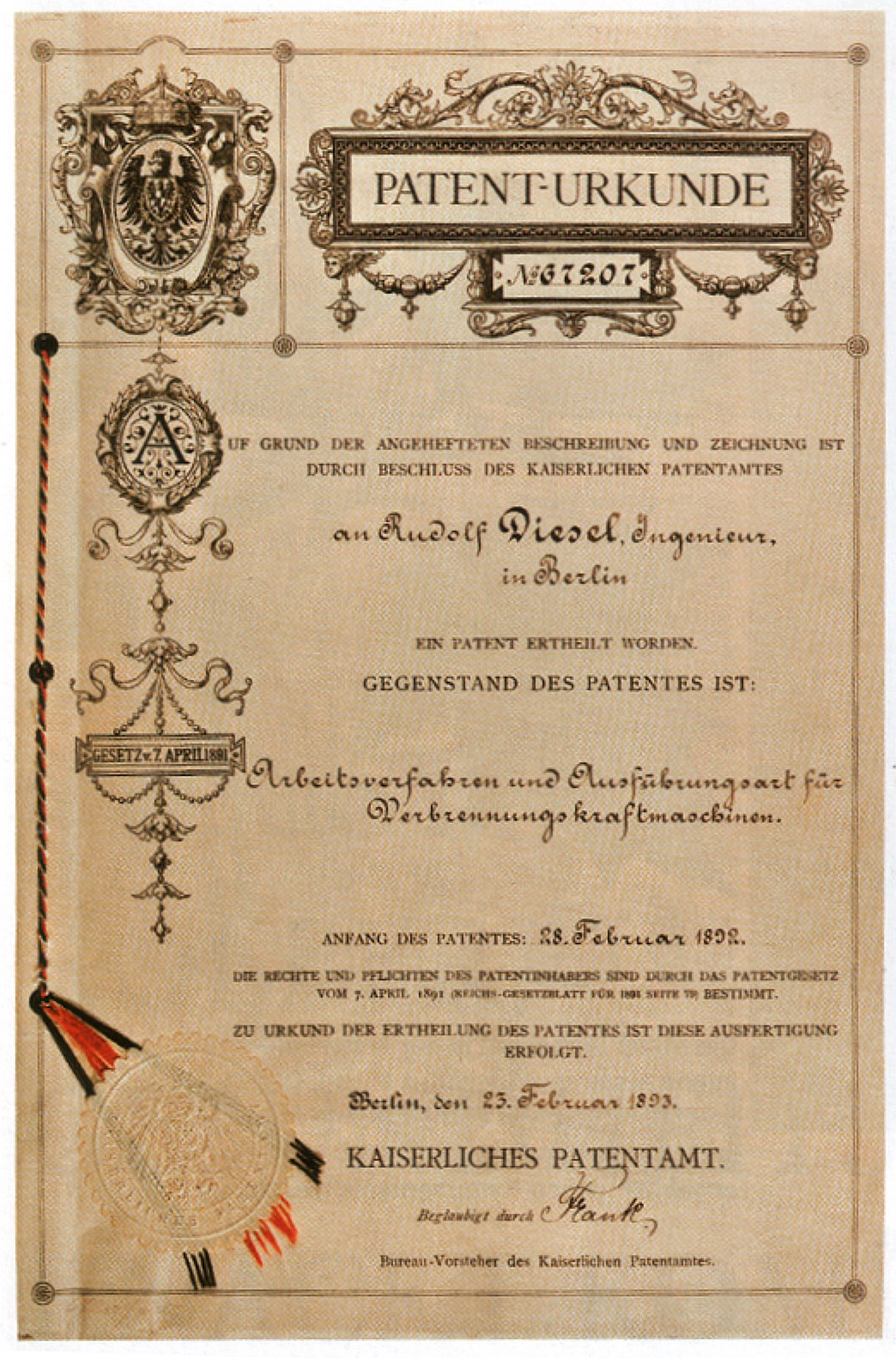
Patente da Diesel DRP 67 207

Theory and Construction of a Rational Heat Motor ("Teoria e construção de um motor térmico racional") (em alemão:  Theorie und Konstruktion eines rationellen Wärmemotors zum Ersatz der Dampfmaschine und der heute bekannten Verbrennungsmotoren; em inglês: Theory and construction of a rational heat motor with the purpose of replacing the steam engine and the internal combustion engines known today) é um ensaio escrito pelo engenheiro alemão Rudolf Diesel. Foi composto em 1892 e publicado pela primeira vez pela Springer em 1893. Uma tradução para o inglês seguiu-se em 1894. Foram impressos mil exemplares da primeira edição alemã. Neste ensaio, Rudolf Diesel descreve sua ideia de um motor de combustão interna baseado no ciclo de Carnot, transformando energia térmica em energia cinética usando alta pressão, com eficiência térmica de até 73%, superando qualquer máquina a vapor da época.
Diesel enviou cópias de seu ensaio para famosos engenheiros alemães e professores universitários para divulgar e promover sua ideia. Ele recebeu muitos comentários negativos; muitos consideraram que deixar o motor térmico de Diesel se tornar realidade inviável, por causa das altas pressões de 200-300 atm (20,3-30,4 MPa), que eles pensavam que as máquinas da época não podiam suportar. Apenas poucos encontraram o verdadeiro erro na teoria de Diesel: a compressão isotérmica - adiabática, na qual a teoria se baseia, é impossível. Mesmo com compressão quase isotérmica-adiabática, um motor não poderia operar por causa da mistura ar-combustível pobre. Em outras palavras, um motor como descrito no ensaio exigiria tanto trabalho de compressão que não poderia realizar nenhum trabalho útil.
No entanto, alguns cientistas da época elogiaram a ideia de Diesel, que levaria a Maschinenfabrik Augsburg e a Krupp Essen a formar um consórcio para construir o motor da Diesel. Diesel, que foi então obrigado a construir seu próprio motor, percebeu seu erro e considerou usar um processo de combustão modificado. As principais mudanças são a forma de compressão, que é apenas adiabática no processo de combustão modificado, a pressão, que o Diesel reduziu significativamente, e a injeção de combustível, onde o Diesel aumentou a quantidade de combustível. Em 1897, após quatro anos de trabalho, Diesel terminou com sucesso seu motor térmico racional usando seu processo de combustão modificado. Este motor ficou conhecido como motor Diesel. Publicamente, Diesel nunca admitiu que teve que usar um processo de combustão diferente daquele que descreveu em seu ensaio, porque isso tornaria sua patente de motor térmico obsoleta.